# Смирнов, Иван Иванович (футболист)
Ива́н Ива́нович Смирно́в (24 декабря 1909 [6 января 1910], Санкт-Петербург, Российская империя — 26 февраля 1976 года, Уфа, СССР) — советский футболист, нападающий.

## Биография
Родился 24 декабря 1909 года (по юлианскому календарю; по григорианскому календарю родился 6 января 1910 года) в Санкт-Петербурге. Начал свою карьеру в «Красной заре». В 1934 недолго играл в минском «Динамо», после чего вернулся обратно в Ленинград.
За ленинградскую команду «Красная заря» (позднее переименованную в «Электрик») играл с 1934 по 1940 годах. В 1940 году перешёл в ленинградский «Зенит». 18 мая в гостевой игре против сталинградского «Трактора» был удалён с поля за нападение на игрока без мяча. Вскоре вернулся в «Красную зарю». Начало войны и блокаду встретил в Ленинграде, где работал на Ленинградском металлическом заводе.
Участник «матча жизни» в блокадном Ленинграде. В том же году был эвакуирован в Уфу, где работал на Уфимском моторного заводе. В 1947 году играл за «Крылья Советов (Уфа)». В 1951 году возглавлял СК им. Н. Гастелло.
После 1951 года продолжил жить в Уфе, где и умер 26 февраля 1976 года.

## Достижения
- Финалист Кубка СССР: 1938